# José Kelvin de la Nieve
José Kelvin de la Nieve Linares (Los Alcarrizos, República Dominicana, 28 de agosto de 1986) es un deportista español que compitió en boxeo.
Ganó tres medallas en el Campeonato Europeo de Boxeo Aficionado entre los años 2008 y 2015. Además, obtuvo dos medallas en los Juegos Mediterráneos, oro en 2013 y bronce en 2005.
Participó en dos Juegos Olímpicos de Verano, 2008 y 2012, ocupando en ambas ocasiones el decimoséptimo lugar en el peso minimosca.

## Palmarés internacional
| Campeonato Europeo | Campeonato Europeo      | Campeonato Europeo | Campeonato Europeo |
| Año                | Lugar                   | Medalla            | Categoría          |
| ------------------ | ----------------------- | ------------------ | ------------------ |
| 2008               | Liverpool (Reino Unido) | Medalla de plata   | 48 kg              |
| 2010               | Moscú (Rusia)           | Medalla de bronce  | 48 kg              |
| 2015               | Samokov (Bulgaria)      | Medalla de bronce  | 52 kg              |